# Golf Del Sur
De Golf Del Sur is een golfbaan bij San Miguel de Abona aan de zuidkant van het eiland Tenerife. Er zijn nu 27 holes met drie lussen van 9 holes, en daarmee is het een van de grootste banen op het eiland.

## De baan
De eigenaar van deze golfbaan was een Nederlander. Het ontwerp was van Pepe Gancedo, en in 2005/2006 heeft de bekende tourspeler Manuel Piñero wat wijzigingen aangebracht.
De bunkers zijn, hoewel er door professionals over geklaagd werd, nog steeds gevuld met gemalen lava, die van een ander eiland afkomstig is. De lava is donkergrijs, maar het is erg constant om uit te spelen. Nadeel is dat de golfclubs krassen krijgen.
Langs de baan loopt de San Blas ravijn waar, wilde natuur en vogels voorkomen. In november 2007 kreeg de baan het 'Madere Verde Diplome of Honour', omdat het de meest milieuvriendelijke baan van Spanje was.
Er is sinds 1989 een groot complex met verschillende hotels en appartementen bij de baan aangelegd.

## Tenerife Open
Het Tenerife Open werd hier van 1989-1995 gespeeld. Toen de spelers in 1989 aankwamen was de golfbaan geheel klaar om bespeeld te worden maar de appartementen waren nog niet klaar om bewoond te worden. De meubels waren aangekomen, maar stonden omgeslagen in enkele kamers. De spelers moesten dus eerst hun meubels ophalen en hun appartement inrichten. Ook werkte er nog maar één telefoon in het kantoor. Toch werd het een mooie week. José María Olazabal won.
De tweede editie werd gewonnen door Jarmo Sandelin maar de derde editie werd een jaar uitgesteld. Het Spaanse Toeristenbureau Turespaña werd de nieuwe sponsor van enkele Spaanse toernooien, in 1991 ook op Tenerife, en zo kon het toernooi weer vier jaar door. Toen Tenerife voldoende bekendheid als golfbestemming had gekregen trok Turespaña zich als sponsor terug. In 1995 was het prijzengeld nog geen £250.000.
| Jaar | Naam                              | Winnaar             | Land          |
| ---- | --------------------------------- | ------------------- | ------------- |
| 1989 | Tenerife Open                     | José María Olazabal | Spanje        |
| 1990 | Tenerife Open                     | Vicente Fernández   | Argentinië    |
| 1991 | niet gespeeld                     | niet gespeeld       | niet gespeeld |
| 1992 | Turespaña Open de Tenerife        | José María Olazabal | Spanje        |
| 1993 | Turespaña Iberia Open de Canarias | Mark James          | Engeland      |
| 1994 | Turespaña Open de Tenerife        | David Gilford       | Engeland      |
| 1995 | Turespaña Open de Canaria         | Jarmo Sandelin      | Zweden        |

Het Ladies Open is in 2002 en 2007 hier gespeeld. Winnaars waren resp. Raquel Carriedo en Nikki Garrett.